# The Buffet
The Buffet  är ett musikalbum av R. Kelly från 2015 som innehåller bland annat låtarna "Marching Band" med rapparen Juicy J och Switch Up med Lil Wayne och Jeremih.

## Låtlista
1. The Poem
2. Poetic Sex
3. Anything Goes (featuring Ty Dolla $ign)
4. Let’s Make Some Noise (med Jhené Aiko)
5. Marching Band (med Juicy J)
6. Switch Up (med Lil Wayne och Jeremih)
7. Wanna Be There (med Ariirayé)
8. All My Fault
9. Wake Up Everybody
10. Get Out Of Here With Me
11. Backyard Party
12. Sextime
13. Let’s Be Real Now (med Tinashe)
14. I Just Want To Thank You (featuring WizKid)
15. Keep Searchin’
16. Sufferin’
17. I Tried
18. Barely Breathin’